# 偽體染色體區

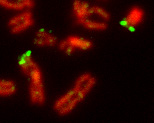
以螢光原位雜交的方式標記出偽體染色體區（即綠色部分），左邊為X染色體，右上為Y染色體

偽體染色體區（英語：pseudoautosomal region），又稱擬常染色體區，是在高等動物性染色體（即X染色體和Y染色體）上的一段同源序列，分為PAR1和PAR2兩部分，偽體染色體區上已發現至少29個基因。
偽體染色體區是X染色體和Y染色體間唯一可發生互換的位置，這也是它的名稱由來，由於會發生互換的是體染色體，X染色體和Y染色體一般是沒有互換的現象，只有在偽體染色體區反常地出現了互換，導致男性和女性都帶有兩個該區域基因的複本。這使偽體染色體區的基因表現類似體染色體，而非性染色體的性聯遺傳模式，因而得名。

## 位置

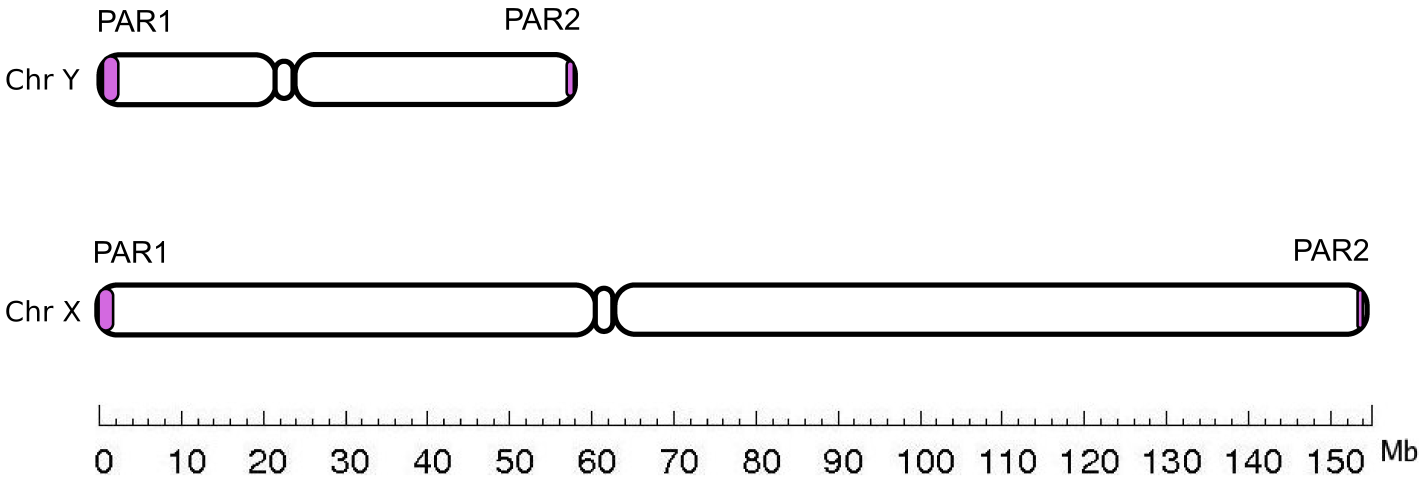
偽體染色體區位於兩條性染色體的兩個末端

偽體染色體區在GRCh38 的位置是:
| 名稱 | 染色體  | 起始位點    | 結束位點    | 帶   |
| ---- | ------- | ----------- | ----------- | ---- |
| PAR1 | X染色体 | 10,001      | 2,781,479   | Xp22 |
| PAR1 | Y染色体 | 10,001      | 2,781,479   | Yp11 |
| PAR2 | X染色体 | 155,701,383 | 156,030,895 | Xq28 |
| PAR2 | Y染色体 | 56,887,903  | 57,217,415  | Yq12 |

偽體染色體區在GRCh37的位置是:
| 名稱 | 染色體  | 起始位點    | 結束位點    |
| ---- | ------- | ----------- | ----------- |
| PAR1 | X染色体 | 60,001      | 2,699,520   |
| PAR1 | Y染色体 | 10,001      | 2,649,520   |
| PAR2 | X染色体 | 154,931,044 | 155,260,560 |
| PAR2 | Y染色体 | 59,034,050  | 59,363,566  |

## 功能與機制
對一般X染色體上的基因而言，女性在兩個X染色體各有一個複本，男性則只有在唯一的X染色體上有基因，Y染色體的對應區域則沒有；而在Y染色體上的基因則只有男性擁有，女性因沒有Y染色體而沒有這些基因。但男性和女性都擁有兩個偽體染色體區基因的複本，男性是在X染色體與Y染色體分別有一個，女性則是在兩個X染色體各有一個，這種現象使偽體染色體區的基因遺傳、表現模式都和體染色體的基因相同，而不同於鄰近的性染色體基因。

## 基因

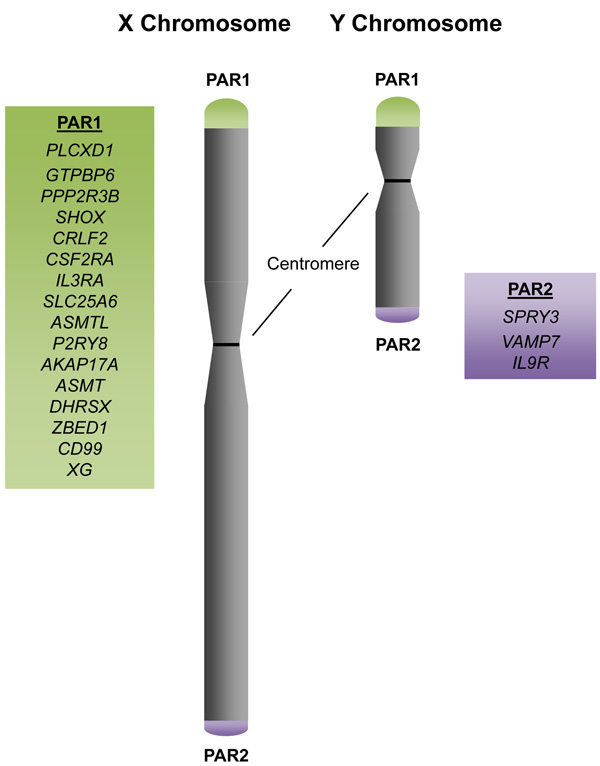
偽體染色體區與其上分布的基因

偽體染色體區共分PAR1和PAR2兩區塊，這兩個區塊被認為是獨立演化出來的。目前共已發現29個基因。

### PAR1
以下是目前已發現在人類偽體染色體區PAR1區域的基因，共計16個。在老鼠基因體中，有些PAR1的基因轉移到了體染色體。
- ASMT（英语：ASMT），控制乙醯複合胺O-甲基轉移酶（Acetylserotonin O-methyltransferase），促進褪黑素生合成的酵素產生[9]。
- ASMTL（英语：ASMTL），控制乙醯複合胺O-甲基轉移酶的相關構型蛋白（Acetylserotonin O-methyltransferase-like protein）的生成[10]。
- CD99（英语：CD99），可增加T細胞的胞間黏著[11]，控制T細胞的細胞凋亡[12]，且和細胞遷移有關[13]。
- CRLF2，和細胞因子的受體有關[14]。
- CSF2RA（英语：CSF2RA），控制粒細胞-巨噬細胞集落刺激因子（Granulocyte macrophage colony-stimulating factor）之受體的生成，與造血幹細胞的誘導分化有關[15]。
- SFRS17A（英语：SFRS17A）。
- DHRSXY（英语：DHRSXY），轉譯出的蛋白質為短鏈脫氫酶（Short-chain dehydrogenase）的一種[16]。
- GTPBP6（英语：GTPBP6），過度表現將影響口頭表現，為克氏綜合症的症狀之一[17]。
- IL3RA（英语：IL3RA），和三型白細胞介素有關[18]。
- P2RY8（英语：P2RY8），和G蛋白偶聯受體有關[19]。
- PLCXD1（英语：PLCXD1）[20]。
- PPP2R3B（英语：PPP2R3B），可轉譯出一種蛋白磷酸酶（Protein phosphatase 2），該蛋白質為四種主要的絲胺酸-蘇胺酸磷酸酶（Ser/Thr phosphatases）之一，也和細胞成長的負回饋有關[21]。
- SHOX（英语：SHOX），控制身體發育[22]。
- SLC25A6（英语：SLC25A6）[23]。
- XG（英语：Xg antigen system），控制紅血球表面的一種抗原[24][25]。
- ZBED1（英语：ZBED1）。

### PAR2
以下是目前已發現在偽體染色體區PAR2區域的基因，共計3個，另有一個受關注的偽基因。
- SPRY3（英语：SPRY3）
- SYBL1（英语：SYBL1）
- IL9R
- CXYorf1，現改稱WASH6P[26]，被認為是偽基因，但因其靠近端粒而頗受關注[4]。

## 病理學
X與Y染色體在偽體染色體區的基因互換和男性的減數分裂有所關聯，因此X與Y染色體配對錯誤的細胞無法完成減數分裂。偽體染色體區的基因突變或變性都會影響X與Y染色體的配對及互換，進而導致男性無法生育。
偽體染色體區上的基因都可以躲過X染色體去活化，也就是當X染色體被去活化成巴爾氏體後，其上偽體染色體區的基因仍可表現，這造成了XXY、XO、XXXY等性染色體數目異常者的劑量問題，使他們產生疾病。例如PAR1區域的SHOX基因控制身體發育，XO的透納氏症患者缺少一個SHOX基因的複本，將導致其身材特別矮小。另外SHOX基因的缺陷也可能造成Léri-Weill軟骨骨生成障礙症候群及馬德隆畸形症（Madelung's deformity）等侏儒症。